# رالف أورتيغا
رالف أورتيغا (بالإنجليزية: Ralph Ortega)‏ هو تاجر أسهم كوبي وأمريكي، ولد في 6 يوليو 1953 في هافانا في كوبا.

## وصلات خارجية
- رالف أورتيغا على موقع مرجع كرة القدم المحترفة.كوم (الإنجليزية)